# Chronogaster
Genre
Espèces de rang inférieur
- Chronogaster alata Gerlach, 1956
- Chronogaster boettgeri Kischke, 1956
- Chronogaster brasiliensis Meyl, 1957
- Chronogaster chilensis Raski and Maggenti, 1984
- Chronogaster daoi Loof, 1964
- Chronogaster elegans Raski & Maggenti, 1984
- Chronogaster gracilis Cobb, 1913
- Chronogaster longicollis (Daday, 1899)
- Chronogaster magnifica
- Chronogaster subtilis
- Chronogaster tenuis
- Chronogaster troglodytes
- Chronogaster typica (De Man, 1921)

Synonymes
Walcherenia De Man, 1921
Chronogaster est un genre de nématodes chromadorés dans la famille des Chronogastridae. Il s'agit du genre type de sa famille.